# Uppdjus-Långtjärnen
Uppdjus-Långtjärnen är en sjö i Älvdalens kommun i Dalarna och ingår i Dalälvens huvudavrinningsområde.